# Каракорумский перевал
Каракорумский перевал (хинди क़राक़रम दर्रा, 5540 м) — перевал между Китаем и Индией. Это высочайший перевал на пути из Лех, через Ладакхские горы в Яркенд Таримской долины. Каракорум означает Чёрный гравий по-тюркски.
С давних пор перевал был усеян костьми вьючных животных, которые умирали на перевале из-за высоты и бескормицы. Перевал самый бедный в плане фуража.
На юге почва была бесплодной и караваны шли в марте три дня через Депсангские равнины на высоте 5300 м. На севере было полегче, но надо было пересечь Сугед-Даван или Сугетский перевал, чтобы попасть на обильные пастбища Сядулла в верховьях Каракаша.
Перевал — это седло между двумя пиками шириной 45 м. Нет ни растительности, ни снега, но ветер не прекращается. Температуры низкие, часты сильные ветры или метели, угнетает большая высота. Хотя Каракорумский перевал пользовался популярностью из-за лёгкого подъёма с обеих сторон и отсутствия снега. Поэтому проход был открыт большую часть года. Сейчас перевал закрыт для проезда техники.

## Геополитические вопросы
Перевал на пограничной территории между Индией (Ладакх) и Китаем (Синьцзян-Уйгурский автономный район).
Также существует постоянное противостояние Индии и Пакистана по поводу Сиачен, который находится на запад от перевала. Симлское соглашение, 1972 создало линию перемирия, но три страны (Индия, Пакистан, КНР) продолжают держать войска в этом высокогорном регионе.
Потенциальный Китайско-Индийско-Пакистанский трёхграничный стык предполагалось создать в 1963 году по соглашению, но Индия не стала подписывать соглашение. Де-факто три границы сошлись в 100 км к западу от перевала на Индирский перевале в Сиачен Музтагх, где линия контроля между Индией и Пакистаном сошлась с китайской границей.